# Adina Mitchell
Adina Mitchell (* 7. April 1998 in Regensburg) ist eine deutsche Sängerin.

## Leben
Aufgewachsen ist Mitchell in Karlsruhe. Sie hat ein Studium der Philosophie erfolgreich beendet und studiert seit dem Abitur Rechtswissenschaften.
2017 wurde sie bei dem deutschlandweit größten Charity-Weihnachtsmusical Weihnachten neu erleben von Florian Sitzmann, u. a. Keyboarder der Söhne Mannheims, entdeckt, um als Sängerin auf dem Indie-Pop-Album Eine Welt erfinden tätig zu werden. Im Juli 2019 wurde von Bibel TV eine Dokumentation über die junge Künstlerin gedreht.
Seit 2022 veröffentlicht die Künstlerin selbstgeschriebene Songs unter ihrem Vornamen ADINA. Ihre Debütsingle SCHWARZES KONFETTI erschien am 22. Juli 2022.
Mitchell spielt seit ihrer frühen Kindheit Violine und erlernte daneben auch Klavier und Gitarre.

## Diskografie

### Studioalben
| Jahr | Titel              | Anmerkungen                        |
| ---- | ------------------ | ---------------------------------- |
| 2019 | Eine Welt erfinden | Erstveröffentlichung: 8. März 2019 |

### Musikvideos
| Jahr | Titel              | Regisseur     |
| 2022 | Goldie             | BiPo          |
| 2022 | Morio Muskat       | Calvin Müller |
| 2022 | Schwarzes Konfetti | Calvin Müller |
| ---- | ------------------ | ------------- |
| 2019 | Ihr seid frei      | Florian Erker |